# The Papercut Chronicles II
| Đánh giá chuyên môn  | Đánh giá chuyên môn |
| Điểm trung bình      | Điểm trung bình     |
| Nguồn                | Đánh giá            |
| -------------------- | ------------------- |
| Metacritic           | (53/100)            |
| Nguồn đánh giá       |                     |
| Nguồn                | Đánh giá            |
| Allmusic             | [ 3 ]               |
| Artistdirect         | [ 4 ]               |
| Audiopinions         | 7.5/10              |
| Entertainment Weekly | B                   |
| HitFix               | B                   |
| IGN                  | 7/10                |
| Metromix             | [ 9 ]               |
| Rate Your Music      | [ 10 ]              |
| Rolling Stone        | [ 11 ]              |
| USA Today            | [ 12 ]              |

The Papercut Chronicles II là album phòng thu thứ năm của Gym Class Heroes. Nó đã được phát hành thông qua Decaydance Records, Warner Bros. Records và Fueled by Ramen vào ngày 15 Tháng 11 năm 2011. Nó được dùng như một phần tiếp theo của album thứ hai The Chronicles Papercut (2005). Album này đã bán được 88.000 bản tại Hoa Kỳ.

## Single
- Đĩa đơn đầu tiên của album " Stereo Hearts " với Adam Levine từ Maroon 5 đã được phát hành để tải về thông qua iTunes vào ngày 14, 2011. Nó đạt vị trí số 4 trên bảng xếp hạng US Billboard Hot 100.
- Đĩa đơn thứ hai, " Ass Back Home " với Hitch Neon được phát hành để tải về thông qua iTunes vào ngày 01 Tháng mười một 2011.
- Đĩa đơn thứ ba, " The Fighter "với Ryan Tedder của OneRepublic đã được phát hành vào ngày 31, 2012.

### Single quảng cáo
- Đĩa đơn quảng cáo đầu tiên của album, " Life Goes On "với Oh Land đã được phát hành để tải về thông qua iTunes vào ngày 18 tháng 10 năm 2011.

## Bảng xếp hạng
| Bảng xếp hạng (2011)        | Vị trí cao nhất |
| --------------------------- | --------------- |
| UK Albums Chart             | 95              |
| UK R&B Albums Chart         | 10              |
| US Billboard 200            | 54              |
| US Billboard Top Rap Albums | 10              |

## Lịch sử phát hành
| Khu vực | Ngày                 | Định dạng       | Nhãn                              |
| ------- | -------------------- | --------------- | --------------------------------- |
| Hoa Kỳ  | 15 tháng 11 năm 2011 | CD, Tải nhạc số | Fueled by Ramen                   |
| Anh     | 27 tháng 2 năm 2012  | CD, Tải nhạc số | Fueled by Ramen, Atlantic Records |